# Hypospila iridicolor
Hypospila iridicolor là một loài bướm đêm trong họ Noctuidae.